# São Sebastião da Vargem Alegre
São Sebastião da Vargem Alegre là một đô thị thuộc bang Minas Gerais, Brasil. Đô thị này có diện tích 73,711 km², dân số năm 2007 là 2743 người, mật độ 39,3 người/km².